# Jean-Sébastien Legros
Jean-Sébastien Legros (Liegi, 16 febbraio 1981) è un allenatore di calcio ed ex calciatore belga, di ruolo centrocampista, tecnico del Verviétois.

## Palmarès

### Giocatore

#### Competizioni nazionali
- Campionato lussemburghese: 1

F91 Dudelange: 2011-2012
- Coppa del Lussemburgo: 1

F91 Dudelange: 2011-2012